# Kamla Abou Zekry
Kamla Abou Zekry (El Caire, 8 de gener de 1974) és una directora de cinema i televisió egípcia que ha dirigit pel·lícules i sèries de televisió conegudes com Bent Esmaha Zaat, Segn El Nisaa i Wahed Sefr . Ha participat en nombrosos festivals de cinema nacionals i internacionals, com el Festival Internacional de Cinema del Caire, el Festival Internacional de Cinema de Dubai i el Festival Internacional de Cinema de Venècia. Les seves pel·lícules també s'han projectat en el Festival Internacional de Cinema de Canes .

## Biografia
Abou Zekry va néixer a el Caire. Es va graduar en 1994 al Cairo Higher Institute of Cinema i comença a treballar com a assistent de direcció en nombrosos llargmetratges de ficció.
Va començar la seva carrera cinematogràfica col·laborant amb Nader Galal a 131 Ashghal el 1993. Realitzà el documental Palestine in Egypt . El seu primer llargmetratge de ficció va ser en 2002 "Sana oula nasb", amb Khaled Sélim, Ahmad Ezz i Nour Amir) que encadena amb "Malek wala ketaba" el 2005, i el 2006  "An el ashq wel hawa", amb Khaled Saleh, Ahmed El-Sakka, Mena Shalaby, Magdy Kamel, Mona Zaki i Bushra. En la pel·lícula narra la història d'una parella que se separa malgrat la passió que els uneix. .
En 2009 estrena el llargmetratge Wahed Sefr (Un-Zero), amb el guió de Mariam Naoom entorn d'un partit de futbol en el qual Egipte guanya per 1 a 0 i tots estan feliços. És real la felicitat? planteja la realitzadora.
En 2011 Abou Zekry participa en la pel·lícula col·lectiva 18 Days rodada entorn de la revolució egípcia del 25 de gener en la qual participen deu realitzadors i realitzadores i més de vint actors i actrius a més d'especialistes en cinema per a contar deu històries viscudes, escoltades o imaginades. Kamla participa amb la història titulada God's Creation en la qual conta la història d'una nena que embeni te al carrer i s'uneix a la revolució. Troba una sortida a la seva opressiva vida diària. La forma en què pensa i sent sobre les coses canvia ... fins i tot el que pensa sobre el color del seu cabell. La pel·lícula compta amb històries de Marwan Hamed, Yousry Nasrallah, Kamla Abu Zekri, Mariam Abu Ouf, Shérif Arafa, Sherif El-Bendary, Ahmad Abdalla, Ahmad Alaa, Mohamed Aly i Khaled Marei,
Ha col·laborat amb l'escriptora i guionista Mariam Naoom en diverses sèries de televisió. A Girl Named Zat (2013) va ser una adaptació de la novel·la Zaat escrita en 1992 per Sonallah Ibrahim. Women's Prison (2014), basada en una obra de Fathia al-Assal, que convida al públic a conèixer la vida de les presoneres i les guardianes en la infame presó de Qanater. “La presó no és sols una a tanca alta i una porta tancada. La presó pot ser amb una peça que no vols posar-te, gent a la qual no vols veure, un treball que odies. La presó se sent trencada i oprimida". Explica una de les protagonistes de la sèrie, per la protagonista de Segn Al-Nesa, Ghalia (interpretada per Nelly Karim), resumint la situació de la dona en la societat egípcia actual i els problemes que enfronta.
El 2016 estrena A Day for Women, llargmetratge on explica la història sobre la decisió, en un districte desfavorit del Caire, d'un centre esportiu i juvenil que decideix reservar un dia diumenge per a "només dones" en la piscina. Aquesta decisió tindrà conseqüències socials, psicològiques i emocionals per a les dones del barri, mentre que alguns homes es deixen conquistar per l'extremisme religiós. Una reflexió sobre la convivència i la llibertat. Va ser la pel·lícula inaugural del Festival Internacional de Cinema del Caire l’hivern de 2016. En la pel·lícula les protagonistes redescobreixen sensacions perdudes mentre els homes mostren la seva fragilitat.

## Obres

### Pel·lícules
- (amb Nader Galal) 131 Ashghal / 131 Works, 1993
- Qittar Al Sa’aa Al Sadisah / The Six O’ Clock Train, 1999. curt.
- (amb Nader Galal) Hello America, 2000
- Sanna Oula Nasb / First Year Con, 2004. Llargmetratge
- Malek wa ketaba, 2005. Llargmetratge.
- An el ashq wel hawa, 2006
- (amb Mariam Abou Auf) Tamantashar Yom / 18 Days, 2011
- Khelket Rabena / God's Creation, 2011
- A Day for Women, 2016

### Sèries de televisió
- 6 Midan El-Tahrir, 2009
- Wahed-Sefr / One-Zero, 2009
- A Girl Named Zat, 2013
- Segn El Nesa / Women's Jail, 2014
- Wahet El Ghoroub / Sunset Oasis, 2017
- 100 Wesh / 100 Face, 2020